# 구스타브 3세
구스타브 3세(스웨덴어: Gustav III, 1746년 1월 24일 ~ 1792년 3월 29일)는 스웨덴 홀슈타인고토르프 왕조의 제2대 국왕 (1771년 ~ 1792년)으로 아돌프 프레드리크의 맏아들이었다. 1772년 그는 쿠데타를 통하여 왕국의 통제권을 장악하였고, 그의 1789년 "동맹 보안 법령"을 통해 스웨덴 국회의 권력을 장악했다. 그는 스웨덴의 경제와 문화적 번영에 투자하였다. 고문과 사형을 제한하였고, 언론의 자유를 보장하였다. 그는 연극, 예술과 문학의 후원자였고 스웨덴 한림원을 설립하였다. 스벤스크순드 해전에서 스웨덴의 승리를 이끌어 러시아와 바랄라 조약을 체결했다. 프랑스의 왕을 굴복시키려 하였으나 1792년 열린 무도회에서 습격을 받고 13일 후에 패혈증으로 사망하였다.

## 어린 시절
스톡홀름 감라스탄에서 리다르홀멘의 작은 섬에 위치한 브랑겔 궁전에서 태어났다.  그 궁전은 "스톡홀름 궁전"이 완성되었을 때까지 스웨덴 왕족의 공식 관저였다.
구스타브 3세는 아돌프 프레드리크와 루이제 울리케 폰 프로이센의 맏아들이었다.  그는 3명의 형제 자매 - 칼 13세, 외스테르예틀란드의 공작 프레드리크 아돌프, 크베들린부르크 대수도원의 공주 소피아 알베르티네를 두었다.
5세의 나이까지 구스타브는 자신의 가정 교사 헤드비그 엘리사베트 스트룀펠트의 보살핌을 받았다.
부친의 군림 동안 스웨덴 국회는 왕국을 통치하였고 칼 구스타프 테신과 칼 프레드리크 셰페르를 구스타브 3세의 통치자로 임명하였다.  그의 부모는 통치자들에 반대하였다.  그는 이후에 시와 올로프 폰 달린에 의하여 영감을 받고 독서광으로 변하였다.

## 초기 군림
구스타브 3세는 1771년 왕위에 올랐다.  그의 대관식은 스톡홀름에 있는 대성당에서 열렸다.
그때는 왕실의 권력들은 1720년 이래 왕국을 통치했던 스웨덴 국회에 의하여 제압되었다.
1772년 8월 그는 1720년 한법 형성된 것을 대체한 새로운 헌법을 형성하여 왕실의 권력을 증가시켰다.  그의 쿠데타는 "1772년 혁명"으로 알려졌다.  구스타브는 야당 지도자들을 포로로 데려가고 전제군주제를 설립하여 의회의 규칙에 종말을 놓았다.
그러고나서 구스타브 3세는 다수의 개혁들을 소개하였다.  그는 법적 조사의 형성으로서 고문을 폐지하였고, 언론의 자유를 부여하였고, 빈민 구호법을 개정하였고, 종교적 관용을 소개하였으며 해군의 권력을 증가시켰다.  1777년 그는 본격적인 화폐 개혁을 소개하였다.
그는 또한 자유 무역을 흥행하였고, 스웨덴의 경제에 활력을 불어넣었으며 수출을 장려하였다.  1770년대 후반에 많은 유대인 이민자들이 스웨덴에 정착하기 시작하여 자신들의 비지니스를 시작하였다.
그는 또한 예술의 애호가이기도 했다.  그는 스웨덴 한림원 (1786년)을 설립하고 스웨덴에서 연극을 홍보하였다.  그는 각본을 쓰기도 했다.  1786년 그는 요한 켈그렌과 협력하여 오페라 "구스타프 바사"에 작업하였다.  그의 군림은 또한 스웨덴의 계몽 시대로 알려지기도 했다.
하지만 스웨덴 국회는 그의 개혁들을 거부하였다.  보복으로 국왕은 공격적인 외교 정책을 체택하였다.

## 러시아-스웨덴 전쟁
러시아가 오스만 제국과 전쟁에 있었던 동안 구스타브 3세는 러시아에 전쟁을 선언하였다.  전쟁은 현재 1788년 ~ 1790년의 러시아-스웨덴 전쟁으로 알려졌다.
핀란드 전선에서 스웨덴 장교들의 단체인 "아냘라 연맹"은 그를 배신하였다.  상황은 러시아의 동맹국으로서 덴마크의 전쟁으로 참가에 의하여 악화되었다.
구스타브 3세는 국회의 3개의 계급 (성직자, 공민과 농민)에게 접근하였다.  1789년 그는 특권 계급에게 더욱 많은 권력을 준 "동맹 보안 법령"을 소개하였다.
그러고나서 그는 1790년 7월 9일 스벤스크순드 해전에서 자신의 해군 승리에 의하여 전쟁에서 완전한 실패를 돌렸다.
러시아 군대는 자신들의 함대의 3분의 1과 거의 7,000명의 병사들을 잃었다.  한달 후 8월 14일 스웨덴과 러시아는 "바랄라 조약"으로 알려진 평화 조약을 맺어 전쟁을 끝냈다.
1791년 10월 구스타브 3세는 러시아의 황후와 함께 8년간 동맹을 끝냈다.  황후는 300,000 루블의 한해 보조금을 그녀의 새로운 동맹자에게 지불하기로 맹세하였다.

## 정치적 음모와 사망
1791년 그는 프랑스의 혁명 정부에 대항하는 왕자들의 단체를 통합하는 것에 전념하였다.  그는 프랑스 혁명의 힌트가 있는 것 같았다.  하지만 그의 계획들은 재정 문제와 다른 유럽의 왕국들로부터 후원의 부족에 의하여 손상되었다.
러시아-스웨덴 전쟁과 1789년의 동맹 보안 법령은 귀족 계급의 권력들을 가져갔다.  이 일은 1772년의 쿠데타 이래 이미 모욕을 먹은 귀족들을 화나게 하였다.
그러므로 음모는 국왕을 암살하고 정부를 재결성하는 데 귀족 계급에 의하여 부화되었다.  어떤 음모자들은 스웨덴의 군사 장교 야코브 요한 안카스트룀, "스베아 근위 기병" 칼 폰투스 릴리호른 대령, 아돌프 리빙 백작, 전 스웨덴 장군이자 국회 의원 칼 프레드리크 페실린 남작과 클라에스 프레드리크 호른 백작이었다.
1792년 3월 16일 구스타브 3세는 스톡홀름의 "왕립 오페라 하우스"에서 열린 가면 무도회에서 암살될 예정이었다.  그는 그날 밤 가면 무도회에 참석하기 전에 오페라 하우스에서 자신의 친구들과 식사하였다.
그가 만찬을 끝낼 무렵에 편지가 구스타브에 도달하였다.  최종의 순간에 릴리호른은 음모의 일부로 지낸 것에 보기에 죄책감을 느껴 살해 계획들에 관하여 그를 경고하는 데 국왕에게 익명의 편지를 보냈다.
한스 헨리크 폰 에센 백작은 구스타브 3세에게 가면 무도회에 참석하지 말기를 요청하였다.  하지만 과거에 그런 위협적인 편지들을 받은 구스타브는 경고를 무시하였다.
구스타브 에센 백작과 무도회로 걸어 들어갔다.  그는 가면, 모자, 베네치아식 어깨 망토를 입고, "치천사의 칙령"의 별을 달았다.  그의 복장은 음모자들이 그를 쉽게 인지할 수 있도록 만들었다.
곧 그는 클라에스 프레드리크 호른 백작, 야코브 요한 안카스트룀과 아돌프 리빙 백작에 의하여 둘러싸여 있었다.  음모자들 중의 1명은 프랑스어로 "Bonjour, beau masque" (잘 가요, 좋은 가면을 쓴 남자)라고 바랬다.
이것에 이어 안카스트룀은 구스타브 3세를 그의 등에 총을 쏘았다.  에센 백작은 문들을 닫고 전체의 고객들이 의문될 것을 지시하였다.  이 일은 많은 음모자들을 체포하였다.  
음모자들의 몇명이 기소되었다.  안카스트룀은 주요 음모자로서 낙인이 찍혔다.  그는 참수되기 3일 전에 고문을 당하고 매를 맞았다.
익명의 편지를 쓴 릴로호른은 망명하는 데 허용되었다.  다른 음모자들은 감옥에 갖히거나 망명으로 보내졌다.
공격을 당한지 13일 후, 1792년 3월 29일 구스타브 3세는 스웨덴 왕궁에서 패혈증과 폐렴으로 사망하였다.  사망 당시 그는 46세였다.  그의 장례식은 그가 같은 장소에 안장될 리다르홀멘 예배당에서 열렸다.

## 가족과 개인 생활
스웨덴과 덴마크 사이에 정치적 긴장을 완화하는 데 5세의 구스타브 왕자와 소피아 마그달레나 아브 단마르크 공주의 약혼에 의하여 1751년 스웨덴 국회에 의하여 동맹이 형성되었다.
소피아는 덴마크의 국왕 프레데리크 5세와 그의 첫 부인 영국의 루이세의 맏딸이었다.
구스타브 3세의 모친은 일찍이 그녀의 조카딸 필리피네 폰 브란덴부르크슈베트와 그의 결혼을 주선하기를 원했다.
구스타브 왕자와 소피아는 코펜하겐에 있는 크리스티안보르 궁전에서 1766년 10월 1일 대리로 결혼하였다.  소피아의 이복 동생 프레데리크가 구스타브를 대표하였다.
그러고나서 소피아는 스톡홀름 궁전에서 11월 4일 직접 구스타브에게 결혼하러 스웨덴으로 떠났다.
결혼 생활은 주로 불행했고 구스타브 3세의 모친의 간섭에 의하여 손상되었다.  결혼 생활을 완성하는 데 구스타브 3세가 동성애자 혹은 신체적으로 무능했다는 소문들이 일어났다.  그러므로 아돌프 문크 백작은 보고적으로 그들의 물리적 결합을 지시하였다.  구스타브 3세는 또한 자신의 조신들 - 구스타프 아름펠트 남작과 악셀 폰 페르센 1세 공작에게 매우 가까웠다.
구스타브 3세와 소피아는 2명의 아들 - 구스타브 아돌프 (1778년 생)와 스뫼를란드 공작 칼 구스타브 (1782년 생)를 두었다.  소문들은 구스타브 아돌프가 문크에 의하여 낳아졌다는 것을 제안하였다.  칼은 태어난지 1년 후에 요절하였다.
구스타브 3세의 사망에 이어 13세의 아들 구스타브 4세 아돌프가 왕좌를 차지하였다.

## 같이 보기
- 스웨덴의 역사